# Hored
Hored (auch Harid u. a.) († 19. April 972) war der erste Bischof von Schleswig im Jahre 948.

## Leben
Über Horeds Herkunft ist nichts bekannt. Laut Adam von Bremens Hamburgische Kirchengeschichte  aus dem 11. Jahrhundert wurde er im Jahr 948, “im 12. Jahr des Erzbischofs”, von Erzbischof Adaldag von Hamburg auf Initiative des deutschen Königs Otto I. zum Bischof von „Sliaswig“ geweiht, gemeinsam mit den Bischöfen Liafdag von Ribe und Reginbrand von Århus. Der genaue Zeitpunkt ist unsicher, möglich wäre Mitte April, wenn die Datumsangabe XI kal. Maii im Katalog der Bischöfe von Schleswig als Termin der Weihe und nicht wie wahrscheinlicher als Sterbedatum zu verstehen wäre. Am 7. Juni desselben Jahres wurde Hored als “Oredo Sliewiccensis” unter den Teilnehmern der Universalsynode in Ingelheim aufgezählt. Dafür, dass er erst dort geweiht wurde, gibt es keine Hinweise. Horeds weiteres Schicksal ist unbekannt, es ist auch nicht klar, ob er den Bischofssitz in Haithabu jemals betreten hat, denn dieses stand unter dänischer Herrschaft. Saxo Grammaticus erwähnt allerdings um 1200 das segensreiche Wirken des “Haricus Sleswicum” für die Ausbreitung des Christentums. Laut dem zwischen 1043 und 1085 verfassten Katalog der Bischöfe von Schleswig amtierte er 24 Jahre, also bis 972. Sein Nachfolger wurde laut des Katalogs ein Adaldag, möglicherweise der Erzbischof selbst, während Saxo Grammaticus Marco nennt, der Hored sehr unpräszise datiert „in jenen Zeiten“ der Herrschaft von Harald Blauzahn nachfolgte. Die neuere Forschung nimmt eine sehr viel kürzere Amtszeit bis etwa 952 an.